# MY LIFE (徳永英明のアルバム)
『MY LIFE』（マイライフ）は、2004年9月29日に発売された德永英明14枚目のオリジナル・アルバム。

## 概要
『セルフカヴァー・ベスト 〜カガヤキナガラ〜』を挟んで『愛をください』より1年半ぶりとなるオリジナル・アルバム。

## 収録曲
作詞（特記以外）・全作曲：德永英明（特記以外）／作詞：山田ひろし（2）德永英明・山田ひろし（9）／編曲：古川昌義（特記以外）西脇辰弥（1,7,9）
1. 太陽（4:37）[1]
  - 映画「シナリオライター★松本マリコの課題」エンディングテーマ
2. My Life（6:05）
  - MBS「FUZZ」10月エンディングテーマ
3. 名もなき星（4:40）[1]
4. 夢の番人（5:13）[1]
5. 僕が僕だけの救世主（5:16）[1]
6. 四葉のクローバー（5:51）[1]
7. 狼（ウルフ）（5:17）[1]
8. conversation（5:08）[1]
9. 愛はどこにある（4:21）[1]
10. 龍の戦士　warriors of dragon（6:07）[1]